# Häverner Marsch

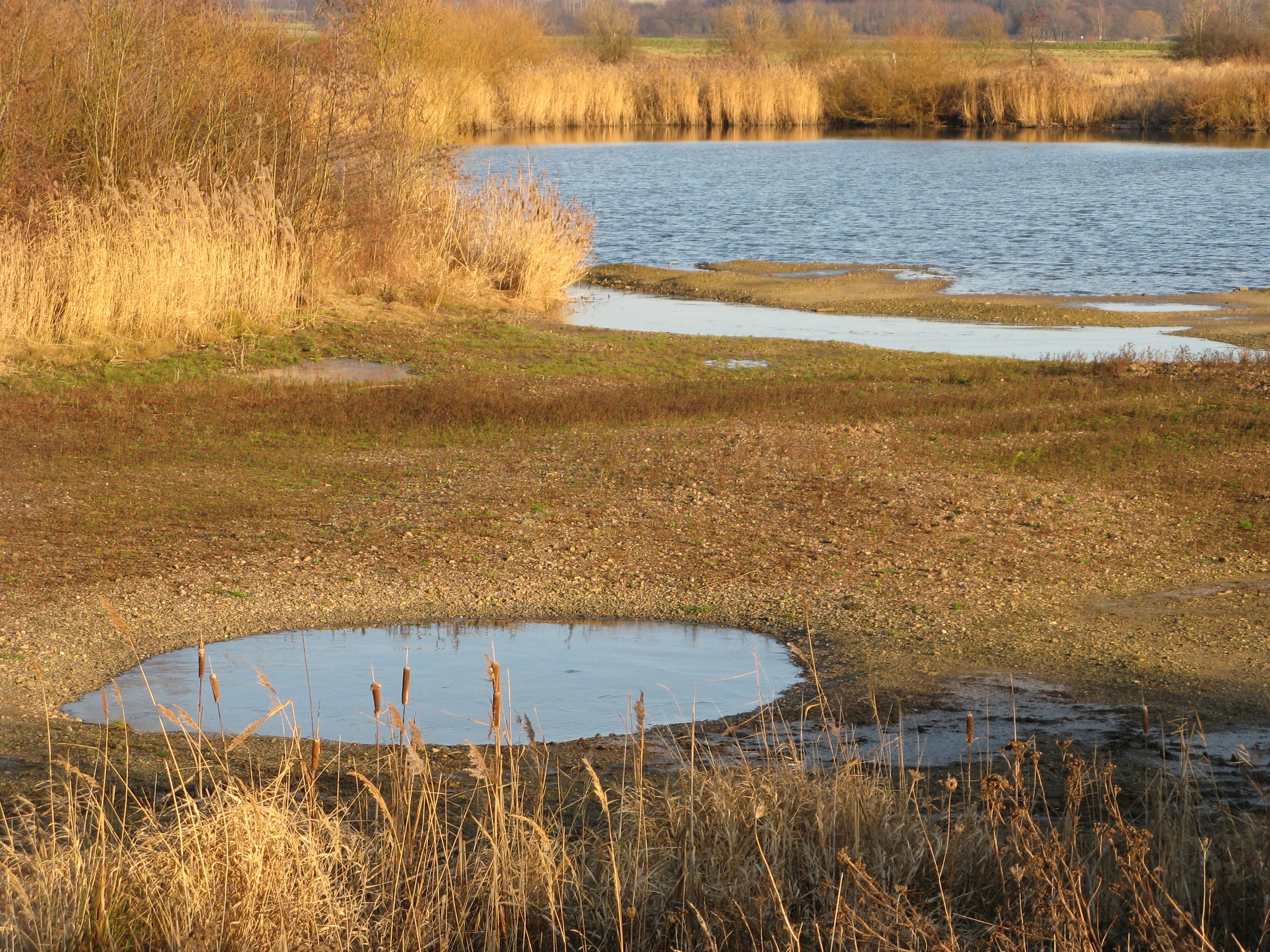
Häverner Marsch

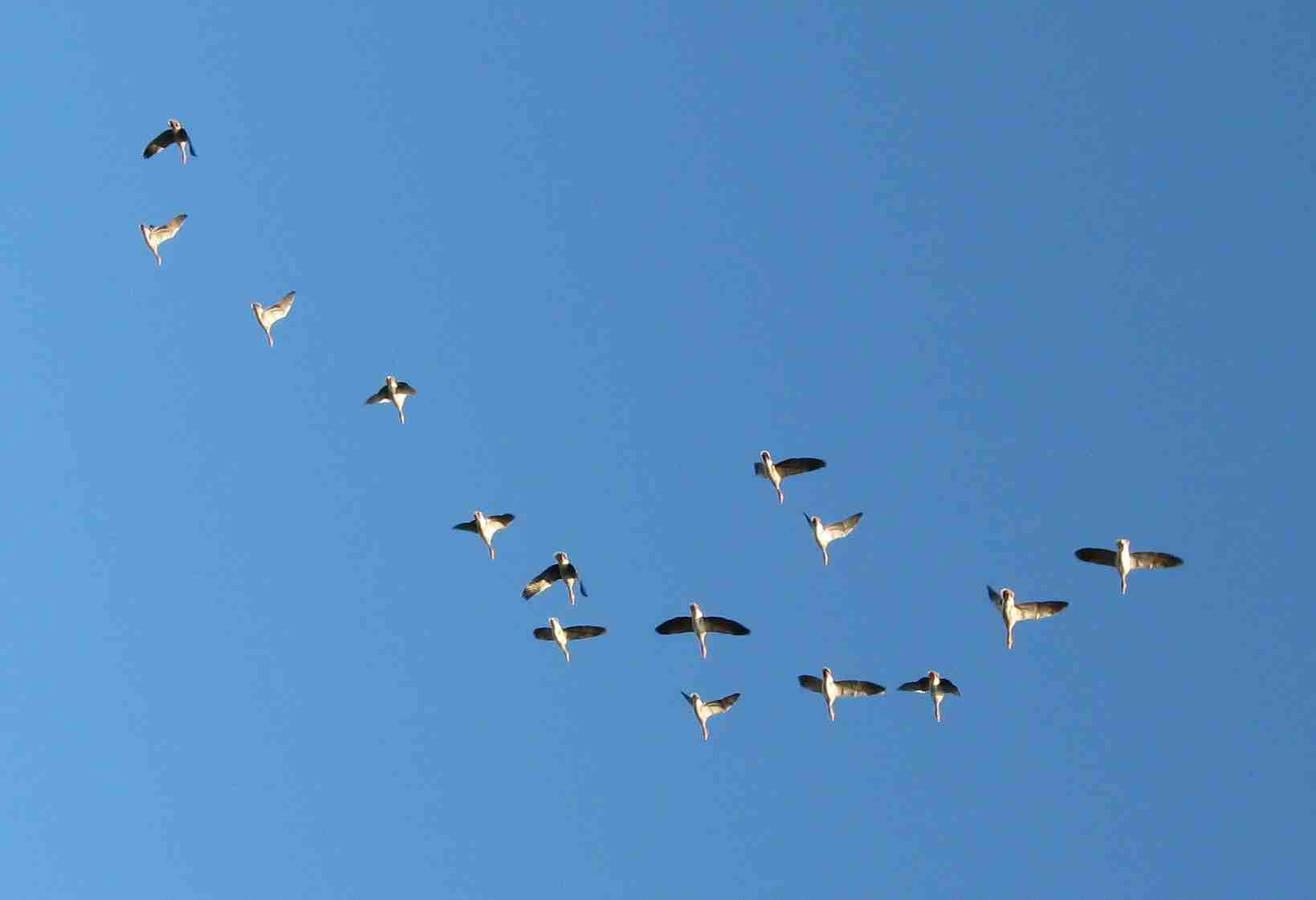
Gänse über der Häverner Marsch

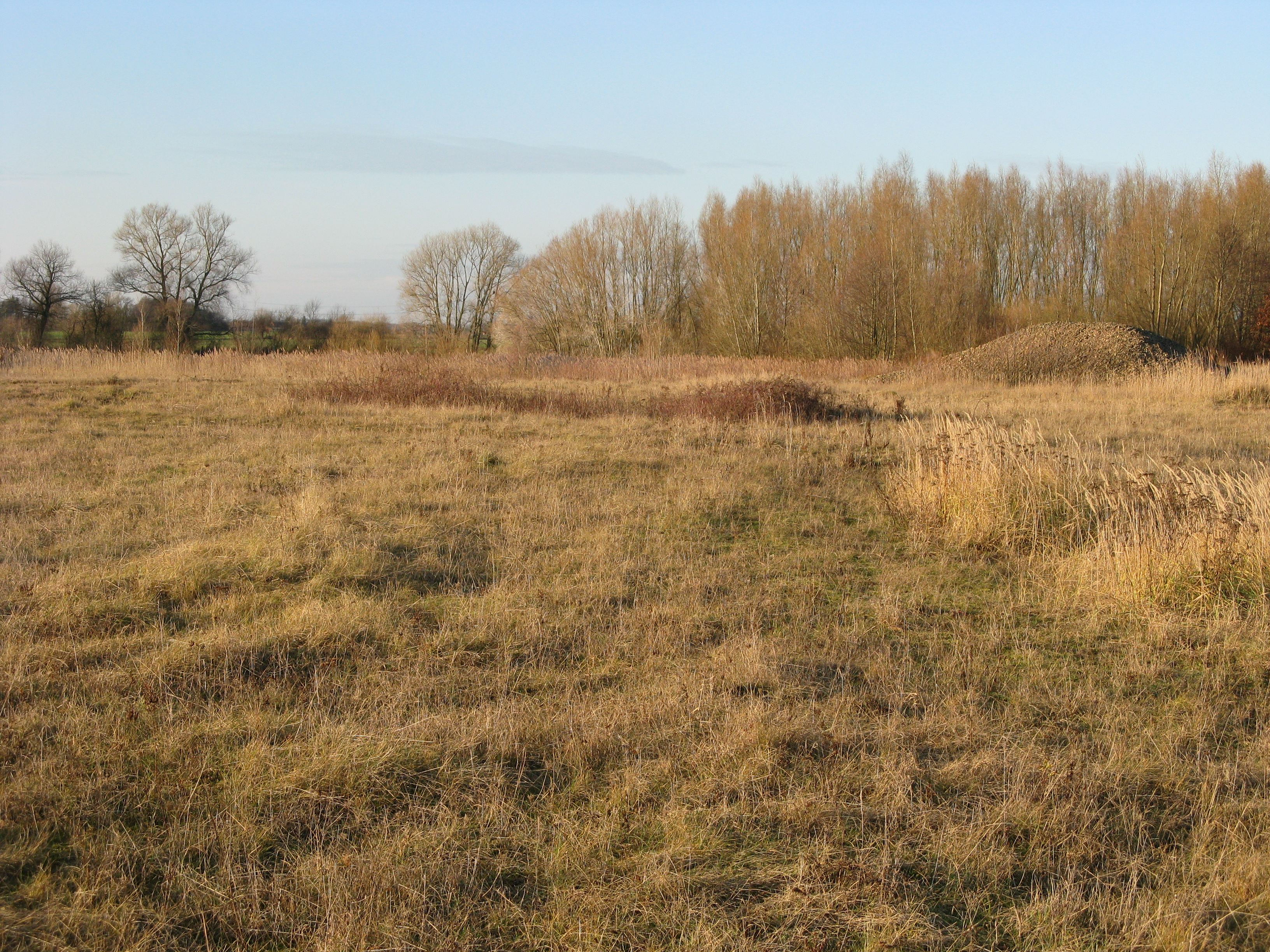
Häverner Marsch

Das Naturschutzgebiet Häverner Marsch ist  104 Hektar groß. Es liegt im Naturraum des Wesertales zwischen den Stadtteilen Hävern und Großenheerse der Stadt Petershagen und ist Teil des EG-Vogelschutzgebietes „Weseraue“. 
Das aus sechs größeren durch Kiesabgrabung entstandenen Stillgewässern bestehende Naturschutzgebiet ist durch naturnahe Uferstrukturen mit Flachufern, Halbinseln und Röhrichten geprägt. Das Gebiet wird vom Rottbach und einzelnen Gräben durchquert. Das ehemalige Hafenbecken steht mit der Weser in Verbindung. Sowohl die Fließgewässer als auch die Verbindung zur Weser ergänzen das Biotopmosaik. 
Bedeutung erlangt die Häverner Marsch durch die ganzjährige Funktion als Brut-, Rast-, Mauser- und Überwinterungsplatz.  Zu den hier anzutreffenden Wat- und Wasservögeln gehören der Flussregenpfeifer, die Schellente und der Teichrohrsänger. 
In Verbindung mit dem angrenzenden Naturschutzgebiet Weseraue ist die Häverner Marsch als Kernnaturschutzgebiet ein herausragender Bestandteil des europäischen Vogelschutzgebietes.